# La Iglesia de Jesucristo de los Santos de los Últimos Días en Angola

La IJSUD posee 647 miembros en Angola.

Los SUD han estado viviendo en Angola desde 1985. Sin embargo, muchos han sido bautizados mientras vivían durante un corto periodo de tiempo en Francia o Portugal. Después de volver a Angola, han formado núcleos de la Iglesia SUD ahí. Los registros indican que se han bautizado unas 400 personas entre 1980 y 1996 que han vuelto a Angola.

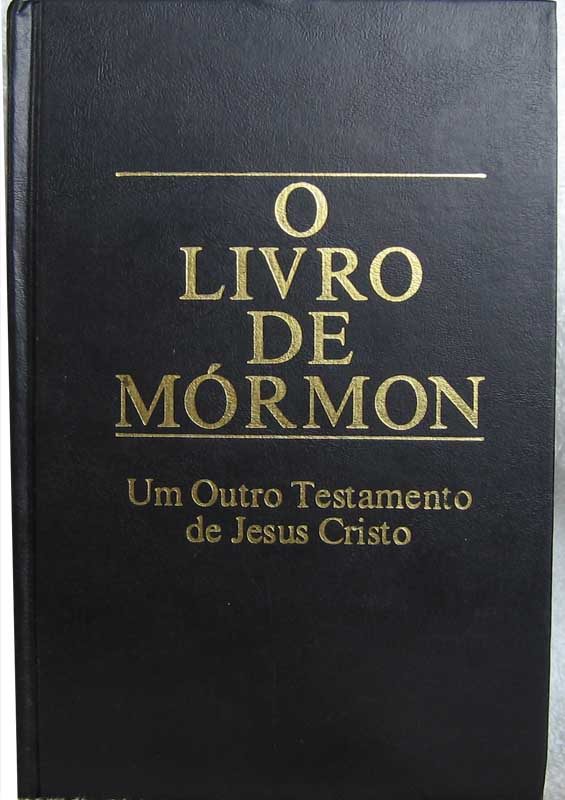
Versión en portugués de El Libro de Mormón.

Enrique Vuamina fue uno de los primeros angoleños en convertirse al mormonismo aunque se convirtió en Montpellier (Francia) en 1992.
La IJSUD fue oficialmente reconocida en Angola en 1993. La primera rama se organizó en Luanda en 1996. Se reúnen en las casas de los portadores del sacerdocio.
J. Richard Clarke, de los Setenta, rezó mientras era presidente del Área de África por los miembros de Angola por estar bajo una guerra civil.
En la actualidad hay 647 miembros y una congregación.